# Bundesautobahn 391
Pour les articles homonymes, voir A391.
La Bundesautobahn 391 (ou BAB 391, A391 ou Autobahn 391) est une autoroute passant par la Basse-Saxe. Elle mesure 10 kilomètres.